# 大汾古桥
大汾古桥，位于中国广东省东莞市东莞市万江区大汾村，为东莞市的一个市、县级文物保护单位，类型为古建筑，公布时间为1993年6月22日。
大汾古桥的历史年代为明代。